# برنار-روژه ماتیو
برنار-روژه ماتیو (به فرانسوی: Bernard-Roger Mathieu) نویسنده و روزنامه‌نگار قرن بیستم میلادی اهل فرانسه است.